# ماي كادواكي
ماي كادواكي (門脇舞以 كادواكي ماي) هي مؤدية أصوات يابانية ولدت في 8 سبتمبر 1980 في طوكيو.

## أدوارها في الأنمي

### مسلسلات أنمي تلفزيونية
- فيت/ستاي نايت - إلياسفيل فون آينزبيرن
- فيت/ستاي نايت Unlimited Blade Works - إلياسفيل فون آينزبيرن
- فيت/زيرو - إلياسفيل فون آينزبيرن
- فيت/كاليد لاينر بريزما إليا - إلياسفيل فون آينزبيرن
- فيت/كاليد لاينر بريزما إليا زفاي! - إلياسفيل فون آينزبيرن
- فيت/كاليد لاينر بريزما إليا زفاي هيرتز! - إلياسفيل فون آينزبيرن
- فيت/كاليد لاينر بريزما إليا دراي!! - إلياسفيل فون آينزبيرن
- سترايك ويتشز - سانيا في ليتفياك
- إيكي توسن Dragon Destiny - شوكاتسوريو كوميه
- إيكي توسن Great Guardians - شوكاتسوريو كوميه
- إيكي توسن XTREME XECUTOR - شوكاتسوريو كوميه
- نادي مضيفي ثانوية أوران - هينا كاميشيرو
- بلد+ - كاوري كينجو
- المعلم الساحر نيغيما! - ساتومي هاكاسي
- نيغيما!؟ - ساتومي هاكاسي
- كآبة هاروهي سوزوميا - ميوكي إينوموتو
- ميداكا بوكس - تانزاكو أسو
- الشمس التي تخترق الأوهام - أكاري تايو
- سيرين - ماكو يوشيدا

### أنمي الإنترنت
- وجبة الغداء في منزل إميا - إلياسفيل فون آينزبيرن

### أوفا أنمي
- المعلم الساحر نيغيما!: الربيع - ساتومي هاكاسي
- المعلم الساحر نيغيما!: الصيف - ساتومي هاكاسي
- المعلم الساحر نيغيما!: الجناح الأبيض ALA ALBA - ساتومي هاكاسي
- المعلم الساحر نيغيما!:عالم آخر - ساتومي هاكاسي
- كارنفال فانتازم - إلياسفيل فون آينزبيرن

### أفلام أنمي
- فيت/ستاي نايت: Unlimited Blade Works - إلياسفيل فون آينزبيرن
- فيت/كاليد لاينر بريزما إليا: وعد تحت الثلج - إلياسفيل فون آينزبيرن

## أدوارها في ألعاب الفيديو
- تيلز أوف ذا تمبست - روبيا ناتويك
- نير - إميل
- نير: أوتوماتا - إميل
- فيت/كاليد لاينر بريزما إليا - إلياسفيل فون آينزبيرن

## أدوارها في الدبلجة اليابانية
- ذا سويت لايف أوف زاك أند كودي - ريبيكا

## وصلات خارجية
- ماي كادواكي على موقع IMDb (الإنجليزية)
- ماي كادواكي على موقع ميوزك برينز (الإنجليزية)
- ماي كادواكي على موقع قاعدة بيانات الفيلم (الإنجليزية)
- ماي كادواكي على موقع ANN person (الإنجليزية)